# کیرنوژا
کیرنوژا (به لهستانی:  Kiernozia) یک روستا در لهستان است که در گمینا کیرنوژا واقع شده‌است.
 کیرنوژا  ۹۳۰ نفر جمعیت دارد.